# NGC 2792
NGC 2792 est une nébuleuse planétaire située dans la constellation des Voiles. NGC 2792 a été découverte par l'astronome britannique John Herschel en 1835.

## Observation
Avec une magnitude visuelle apparente de 11,6, il faut utiliser un télescope dont l'ouverture est d'au moins 200 mm pour l'observer.

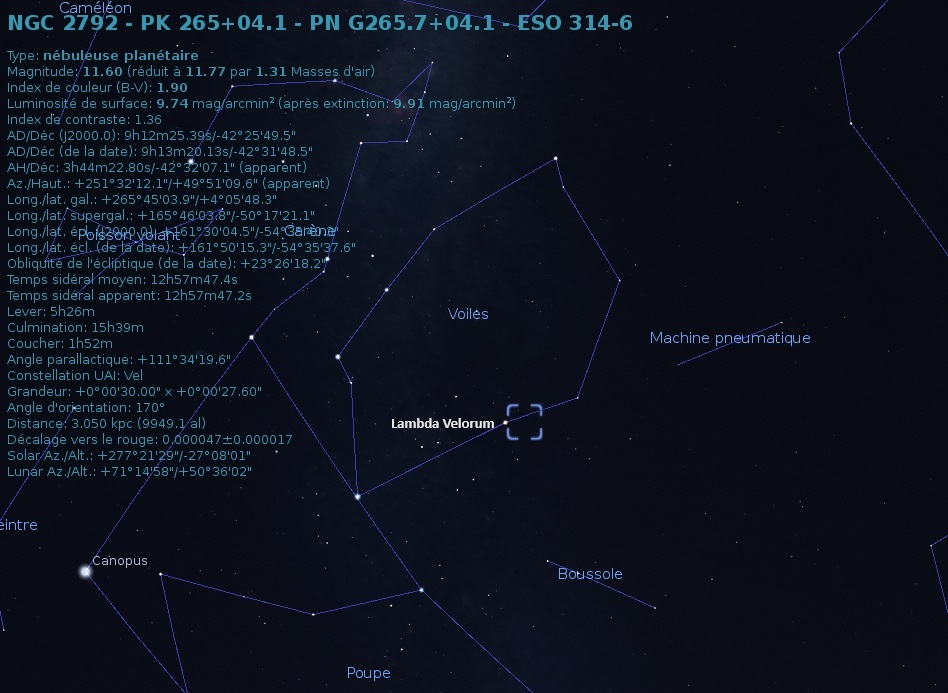
Localisation de NGC 2792 dans la constellation du Céphée (Stellarium).

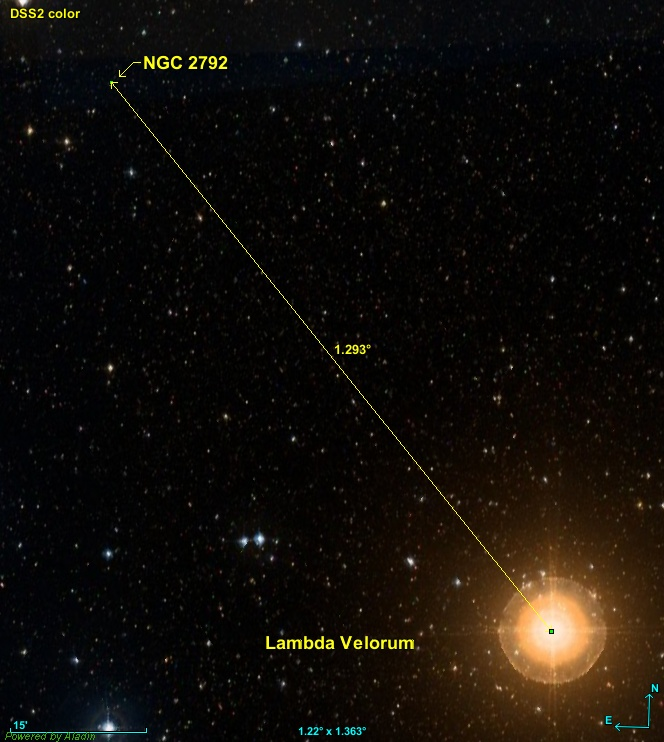
Position de NGC 2792 par rapport à une étoile.

La nébuleuse NGC 2792 est située à environ 1,3 degré au nord-est de l'étoile Lambda Velorum (λ Vel).

## Caractéristiques

### Distance, taille et vitesse
Deux distances très semblables sont indiquées sur la base de données Simbad : 3,086 ± 0,617 kpc (∼10 100 al) et environ 3 050 pc (∼9 950 al).
La taille apparente de la nébuleuse est de 0,350′ × 0,315′, ce qui, compte tenu de la distance de 3 086 ± 617 pc et grâce à un calcul simple, équivaut à une taille réelle de 1,02 ± 0,20 al × 0,92 ± 0,18 al.
Deux valeurs identiques de la vitesse sont aussi indiquées sur Simbad, soit 14,0 ± 5,0 km/s,. Selon une plublication plus récente (2023) la vitesse de la nébuleuse est de 12,7 ± 8 km/s.

### Âge
L'âge cinématique d'une nébuleuse planétaire peut être estimé à partir de sa vitesse d'expansion. Selon González-Santamaría et ses collègues, la vitesse d'expansion de NGC 2792 est de 20 km/s, ce qui lui confère un âge cinématique de 3,5 milliers d'années. Selon une publication plus récente, sa vitesse d'expansion est de 20,2 km/s. Selon González-Santamaría, il s'est écoulé environ 50 860 ans depuis que l'étoile a quitté la branche asymptotique des géantes et que la nébuleuse l'enveloppant a atteint 1% de la masse du progéniteur.

## Étoile centrale
La magnitude visuelle de cette étoile est égale à 16,74 et sa masse est estimée à 1,163 {\displaystyle M_{\odot }}. Sa température de surface atteint les 126 kK ({\displaystyle Log(T_{eff})=5,1}) et sa luminosité est égale à 2 290 {\displaystyle L_{\odot }} ({\displaystyle Log(L/L{\odot })=3,36}). Le rayon de la nébuleuse est estimé à 0,108 pc.

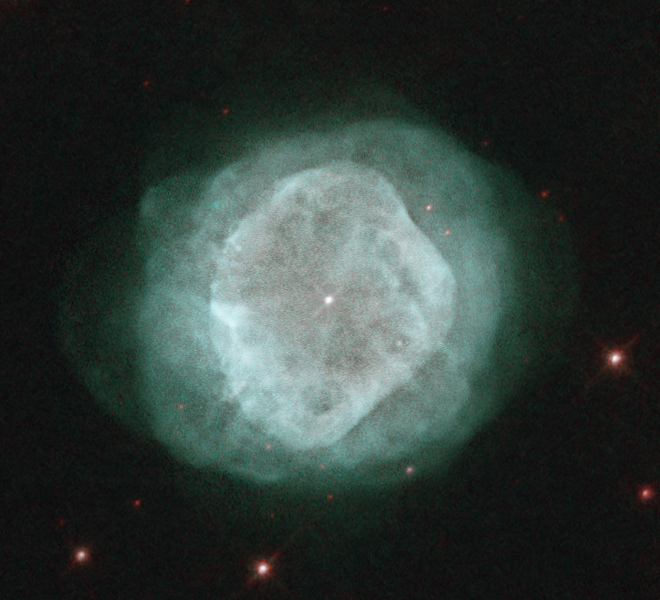
NGC 2792 par Judy Schmidt à partir des données captées par le télescope spatial Hubble.
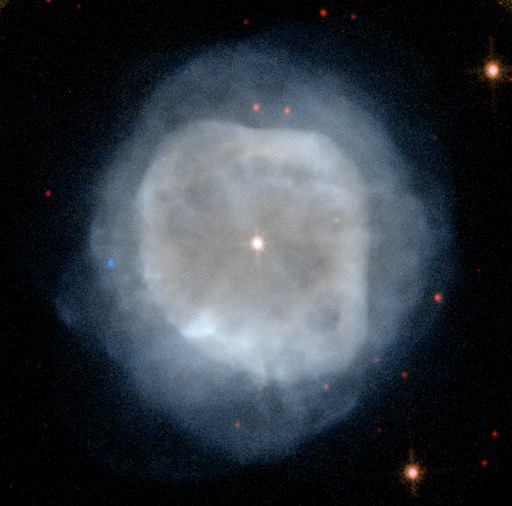
Autre interprétation des données du télescope spatial Hubble par Fabian RRRR.